# Leptoneta microdonta
Leptoneta microdonta là một loài nhện trong họ Leptonetidae.
Loài này thuộc chi Leptoneta. Leptoneta microdonta được miêu tả năm 1983 bởi Xu & D. X. Song.